# Puerto de Santa Cruz
Puerto de Santa Cruz település Spanyolországban, Cáceres tartományban. Puerto de Santa Cruz Abertura, Villamesías, Ibahernando és Santa Cruz de la Sierra községekkel határos. Lakosainak száma 264 fő (2024).

## Népesség
A település népessége az elmúlt években az alábbi módon változott:
| Lakosok száma | 417  | 410  | 403  | 393  | 391  | 359  | 346  | 317  | 287  | 264  |
|               | 2001 | 2004 | 2006 | 2009 | 2011 | 2014 | 2016 | 2019 | 2021 | 2024 |